# Nekrolog 1304
Nekrolog
◄◄
| ◄
| 1300
| 1301
| 1302
| 1303
| 1304 | 1305 | 1306 | 1307 | 1308 | ► | ►►
Weitere Ereignisse | Allgemeiner Nekrolog 1304
Die Beschreibung der verstorbenen Person sollte so kurz wie möglich gehalten sein und nur deren signifikante Tätigkeit(en) enthalten.
Neue Namen ggf. auch unter dem Geburts- und Sterbedatum, also etwa unter 1. Januar und im Geburts- und Sterbejahr (2024) eintragen (nur bei entsprechender großer Wichtigkeit). Für Beispiele siehe die schon vorhandenen Artikel.
Außerdem über die fünf zuletzt Verstorbenen, zu denen es einen ausreichend guten Artikel für eine Präsentation auf der Hauptseite gibt, nach der todesbedingten Überarbeitung der Artikel ggf. auch unter Wikipedia Diskussion:Hauptseite informieren und sie am besten auch in den anderen Wikipedia-Sprachversionen eintragen. Tipp: Regelmäßig bei news.google.de nach „ist tot“, „gestorben“ oder „verstorben“ suchen.
Wenn eine Person gestorben ist, gibt es viele Seiten zu dieser Person in der Wikipedia, die davon auch betroffen sind und entsprechend aktualisiert werden müssen. Beispiele: Namenübersichtsseite, Geburtsjahr, Geburtsort-Seiten und viele mehr.
Wie finde ich die betroffenen Seiten?
Im Suchfeld auf der linken Seite gibt man den Suchbegriff so ein: „Vorname Nachname“. Dann klickt man auf Volltext und alle Seiten mit entsprechendem Suchtext werden aufgerufen. Hier sieht man dann schnell, wo auch das Todesjahr Sinn macht oder sogar ein Teil des Artikels angepasst werden muss. Auch hilft das „Werkzeug“ auf der linken Seite sehr gut, um solche Seiten aufzufinden: „Links auf diese Seite“. Somit ist die Wikipedia wieder aktuell in allen Bereichen! Hinweis: bei Eintragung der Kategorie „Gestorben JAHR“ wird der Missbrauchsfilter 49 ausgelöst, was jedoch nicht schlimm ist. Siehe: Spezial:Missbrauchsfilter/49
Dies ist eine Liste von im Jahr 1304 verstorbenen bekannten Persönlichkeiten. Die Einträge erfolgen innerhalb der einzelnen Daten alphabetisch sortiert. Tiere sind im Nekrolog für Tiere zu finden.

## Januar
| Tag    | Name                  | Beruf, bekannt als   | Alter | Beleg |
| ------ | --------------------- | -------------------- | ----- | ----- |
| Januar | Bruno von Langenbogen | Bischof von Naumburg |       |       |

## Februar
| Tag         | Name            | Beruf, bekannt als    | Alter | Beleg |
| ----------- | --------------- | --------------------- | ----- | ----- |
| 14. Februar | Guido von Jaffa | Titulargraf von Jaffa | 54    |       |

## März
| Tag      | Name                      | Beruf, bekannt als              | Alter | Beleg |
| -------- | ------------------------- | ------------------------------- | ----- | ----- |
| 7. März  | Bartolomeo I. della Scala | Herr von Verona                 |       |       |
| 28. März | Wigbold von Holte         | Erzbischof von Köln (1297–1304) |       |       |

## April
| Tag       | Name                  | Beruf, bekannt als                                                 | Alter | Beleg |
| --------- | --------------------- | ------------------------------------------------------------------ | ----- | ----- |
| 7. April  | Riccardo Orsini       | Pfalzgraf von Kefalonia und Zakynthos, Graf von Gravina            |       |       |
| 27. April | Petrus Armengol       | spanischer Mercedarier                                             |       |       |
| April     | Olivier IV. von Rougé | Herr von Rougé, Derval, La Chappelle-Glain, Le Bouays und Le Theil |       |       |

## Mai
| Tag     | Name                 | Beruf, bekannt als                          | Alter | Beleg |
| ------- | -------------------- | ------------------------------------------- | ----- | ----- |
| 11. Mai | Ghazan Ilchan        | mongolischer Ilchan von Persien             | 32    |       |
| 23. Mai | Jehannot de Lescurel | französischer Kleriker, Musiker und Dichter |       |       |

## Juni
| Tag      | Name                                 | Beruf, bekannt als            | Alter | Beleg |
| -------- | ------------------------------------ | ----------------------------- | ----- | ----- |
| 11. Juni | Albrecht von Löwenstein-Schenkenberg | Graf von Löwenstein           |       |       |
| 17. Juni | Eberhard I. von Limburg-Styrum       | deutscher Adliger             |       |       |
| 25. Juni | Otto I.                              | Fürst von Anhalt-Aschersleben |       |       |

## Juli
| Tag     | Name         | Beruf, bekannt als | Alter | Beleg |
| ------- | ------------ | ------------------ | ----- | ----- |
| 7. Juli | Benedikt XI. | Papst (1303–1304)  |       |       |

## August
| Tag        | Name                       | Beruf, bekannt als                               | Alter | Beleg |
| ---------- | -------------------------- | ------------------------------------------------ | ----- | ----- |
| 16. August | Johan II. van der Leede    | Herr von Polsbroek und Ter Leede                 |       |       |
| 17. August | Go-Fukakusa                | 89. Tennō von Japan                              | 61    |       |
| 18. August | Wilhelm der Jüngere        | Erzdiakon von Lüttich, Feldherr im Flandernkrieg |       |       |
| 18. August | Wilhelm von Chalon-Auxerre | Graf von Auxerre                                 |       |       |
| 22. August | Johann II.                 | Graf von Hennegau und Holland                    |       |       |
| August     | Heinrich von Kastilien     | Prinz von Kastilien                              | 74    |       |

## September
| Tag           | Name                               | Beruf, bekannt als                                           | Alter | Beleg |
| ------------- | ---------------------------------- | ------------------------------------------------------------ | ----- | ----- |
| 5. September  | Rüdiger Manesse der Ältere         | Sammler von Minneliedern                                     |       |       |
| 7. September  | Albert I.                          | Graf von Görz                                                |       |       |
| 25. September | Petrus de Alvernia                 | Magister der scholastischen Philosophie und der Theologie    |       |       |
| 27. September | John de Warenne, 6. Earl of Surrey | Heerführer der englischen Könige Heinrich III. und Eduard I. |       |       |
| 29. September | Agnes von Brandenburg              | durch Heirat dänische Königin                                |       |       |

## Oktober
| Tag         | Name        | Beruf, bekannt als          | Alter | Beleg |
| ----------- | ----------- | --------------------------- | ----- | ----- |
| 11. Oktober | Konrad III. | Herzog von Glogau und Sagan |       |       |

## November
| Tag          | Name          | Beruf, bekannt als              | Alter | Beleg |
| ------------ | ------------- | ------------------------------- | ----- | ----- |
| 2. November  | Ruprecht VI.  | Graf von Nassau                 |       |       |
| 30. November | Gottfried VI. | regierender Graf von Ziegenhain |       |       |

## Dezember
| Tag         | Name             | Beruf, bekannt als     | Alter | Beleg |
| ----------- | ---------------- | ---------------------- | ----- | ----- |
| 4. Dezember | John de Pontoise | Bischof von Winchester |       |       |

## Datum unbekannt
| Tag | Name                                      | Beruf, bekannt als                                                    | Alter | Beleg |
| --- | ----------------------------------------- | --------------------------------------------------------------------- | ----- | ----- |
|     | Eberhard                                  | Pfalzgraf von Tübingen                                                |       |       |
|     | Walter de Fauconberg, 1. Baron Fauconberg | englischer Politiker, Peer und Soldat                                 |       |       |
|     | Arnd von Gröpelingen                      | Bremer Ratsherr                                                       |       |       |
|     | Heinrich I.                               | Erster Graf von Holstein-Rendsburg                                    |       |       |
|     | Jan van Renesse                           | niederländischer Adliger                                              |       |       |
|     | Konrad I.                                 | Markgraf von Brandenburg                                              |       |       |
|     | Demetrios Michael Dukas Komnenos Kutrules | byzantinischer Despot, Sohn von Michael II. Komnenos Dukas von Epirus |       |       |
|     | Ludolf von Rostorf                        | Bischof von Minden                                                    |       |       |